# Walter Schäfer (Theologe)
Walter Schäfer (* 16. März 1903 in Essen; † 18. Juli 1979 in Verden (Aller)) war ein evangelischer Geistlicher und Superintendent in Verden sowie Autor.

## Leben
Schäfer studierte Evangelische Theologie in Marburg und Göttingen, wo er auch am 28. März 1928 ordiniert wurde. 1922 wurde er im Marburger und 1924 im Göttinger Wingolf aktiv. Seine erste Stelle trat er noch im gleichen Jahr als Pfarrer in Gesundbrunnen bei Hofgeismar und Studieninspektor am dortigen Predigerseminar an. 1931 wurde er Landesjugendpfarrer der Evangelischen Kirche von Kurhessen-Waldeck. Ab 1934 leitete er zugleich die Geschäftsstelle des Landesvereins für Innere Mission in Kurhessen-Waldeck. 1936 wurde er beauftragter Pfarrer des Männerwerks der Evangelisch-lutherischen Landeskirche in Braunschweig. 1939 wurde er Pfarrer in Osnabrück, 1960 Pfarrer und Superintendent in Verden. Am 1. April 1971 trat er in den Ruhestand.

## Veröffentlichungen
- Georg Gottfried Treviranus. Wicherns Freund ; Beitrag zu einem Lebensbild aus der Erweckungszeit. Verden 1963.
- Eberhard von Holle und der Dom zu Verden. Festgabe zur Wiedereinweihung des Domes am 18. Dezember 1966. Verden 1966.
- Eberhard von Holle. Bischof und Reformator. Aus den Quellen dargestellt. Verden 1967.
- Der Dom zu Verden. München 1967.
- Johann Heinrich Bernhard Dräseke. Der Prediger im Vorfeld der Erweckung und sein Beitrag zur politischen Ethik. Verden 1969.
- Kleine Verdener Stiftsgeschichte. Zum Jubiläum an St. Andreas. Verden 1970.
- Ruf zur Freude. Predigten zur Konfirmation und zum Abschied vom Amt. Verden 1971.
- Lebensbild des Pastors Johann Meier zu Achim  (1537–1610). Verden 1973.
- Karneades Konrad Münkel und seine fortschrittsgläubige Zeit. Lebensbild des lutherischen Pastors und Publizisten (1809–1888). Verden 1974.
- Die Johanniskirche zu Verden. München, Berlin 1976.
- Beiträge zur Verdener Geschichte. Verden 1977.
- Heimkehr und Einkehr bei Hermann Claudius. Zum hundertsten Geburtstag des Dichters. Verden 1977.
- Zahlreiche lokal- und kirchenhistorische Beiträge im Heimatkalender für den Landkreis Verden, Verden 1964–1980.[2]
- Blätter der Erinnerung an den Braunschweiger Dienst als Landesmännerpfarrer von 1936 bis 1939. Rückblick nach 40 Jahren. Bockenem 2011.
- Effiges Pastorum. Die Pastoren an St. Katharinen. 400 Jahre Osnabrücker Kirchengeschichte in Bildern und Urkunden aus den Quellen. Osnabrück 1960.